# Lopo Curado Garro
Lopo Curado Garro (Portugal, c. 1600 — ?) foi um militar e administrador colonial luso-brasileiro. Combatente da Insurreição Pernambucana e cunhado de André Vidal de Negreiros, foi um dos três governadores da Paraíba nomeados para a Restauração a que se deu princípio no ano de 1645, além de senhor do Engenho Curado da Várzea. 
Casou com Isabel Ferreira de Jesus, irmã de André Vidal de Negreiros, tendo:
- Antônio Curado Vidal, Tenente-General, Fidalgo Cavaleiro da Casa Real e Cavaleiro da Ordem de Cristo, pela qual foi Comendador da Comenda de São Pedro do Sul, por herança do tio materno. Foi também senhor do Engenho Curado e de imensas sesmarias na ribeira do Ipojuca e na Paraíba. Casou com Maria de Carvalho de Andrada, filha de Francisco de Oliveira Lemos e de Grácia de Carvalho de Andrada, pessoas das mais nobres de Pernambuco, com sucessão, tendo por herdeiros os seus filhos, o Capitão Salvador Curado Vidal, Fidalgo da Casa Real e Cavaleiro da Ordem de Cristo (com apenas doze anos de idade), e o Padre Antônio Curado Garro. Teve também uma filha ilegítima, de nome Catarina Ferreira Vidal, casada com o Capitão Antônio Teixeira Chaves, com sucessão.
- Isabel Vidal de Negreiros, casada com João de Andrade Falheiros, sargento-mor e Cavaleiro da Ordem de Cristo, filho do sargento-mor José Correia de Lima e de Maria Antônia de Oliveira, pessoas nobres e principais de Sergipe, com sucessão. [2]